# Wolverine XXX: An Axel Braun Parody
Wolverine XXX – An Axel Braun Parody ist eine US-amerikanische Porno-Parodie auf den US-amerikanischen Comic-Actionfilm X-Men Origins: Wolverine.

## Handlung
Wolverine ist aufgrund seiner Superkräfte so gut wie unverwundbar. Er kann sich jedoch kaum an seine Vergangenheit erinnern und tut sich mit Domino zusammen, um herauszufinden, was damals passiert ist. Gemeinsam versuchen die beiden Sabretooth zu finden. Auf ihrer Reise treffen sie auf weitere Superhelden und -schurken aus dem Marvel-Universum. Unter anderem gibt es eine Szene mit Rogue, die bekanntermaßen unberührbar ist, da sie jeden tötet, der sie berührt. Sie nutzt jedoch ihre Kraft aus, Superheldenkräfte zu absorbieren und kann so gleichzeitig mit Deadpool und Spiderman Sex haben, ohne einen von beiden zu töten.
Am Ende trifft Wolverine auf Sabretooth, doch der Ausgang des Duells bleibt offen.

## Auszeichnungen
- Nominiert bei den XBIZ Awards 2014 in den Kategorien „Best Special Effects“ und „Parody Release of the Year: Drama“.[6]
- Nominiert bei den AVN Awards 2014 in den Kategorien „Best Parody – Drama“, „Best Original Song“, „Best Boy/Girl Sex Scene“ (Andy San Dimas und Tommy Gunn), „Best Makeup“ und „Best Three-Way Sex Scene – B/B/G“ (Allie Haze, Xander Corvus & Derrick Pierce).[7]
- Nominiert bei den NightMoves Awards 2014 in der Kategorie „Best Parody (Super Hero)“.[8]